# Överblåsning
Överblåsning är ett spelsätt vid blåsinstrument där tonläget med bibehållet grepp kan hoppa upp ett antal noter – ofta en oktav eller i något fall en kvint eller drygt en oktav. Spelsättet nås genom att man blåser mer intensivt och då får luftpelaren i instrumentet att vibrera ett antal gånger snabbare.
Ofta medför överblåsning en annan klangfärg, än det som erhålles vid normalgreppet för toner i övre tonläget.
För en klarinett kan detta ibland inträffa oavsiktligt (särskilt för en mindre skicklig spelare), vilket kallas att "tuppa" eller "kixa".

## Källhänvisningar
1. ↑  "överblåsning". NE.se. Läst 21 augusti 2014.